# Privat-Brauerei Zötler

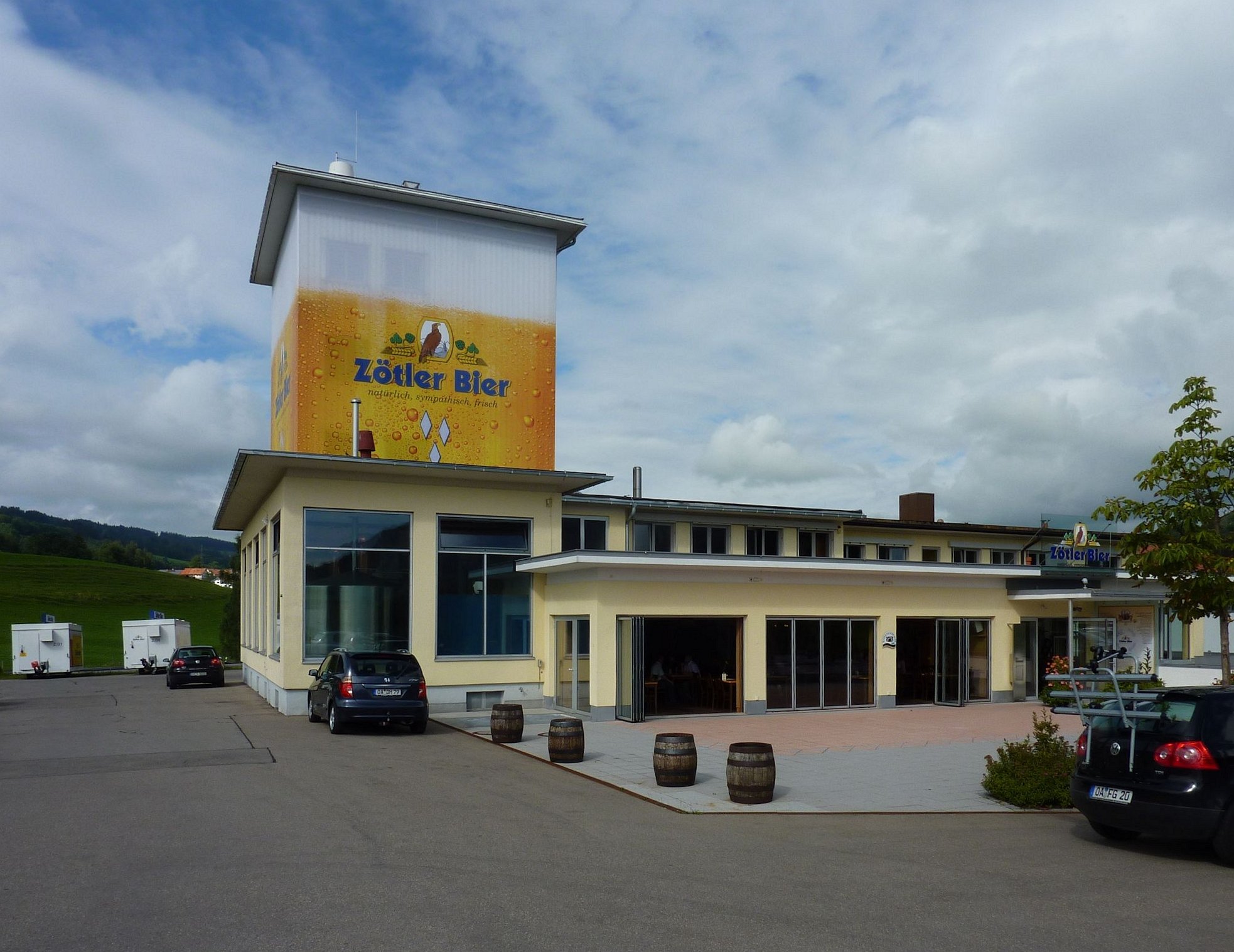
Ansicht der Brauerei

Die Privat-Brauerei Zötler GmbH ist eine Brauerei in Rettenberg im Landkreis Oberallgäu. Jährlich werden etwa 75.000 hl Bier produziert.

## Geschichte
Die Privat-Brauerei Zötler hat eine jahrhundertelange Geschichte. In dieser Zeit hat es in der Brauerei insgesamt dreimal gebrannt, wodurch Dokumente der Brauerei fast vollständig vernichtet wurden. Dadurch kann nicht eindeutig bewiesen werden, wie alt die Brauerei genau ist. Eine Urkunde dokumentiert den Kauf eines Stück Landes durch den Wirt Conrat Bach. Da ein Tavernen-Betreiber im Mittelalter fast immer selbst Bier braute, liegt die Vermutung nahe, dass dieser der erste Bräu von Rettenberg war und aus dieser Bräustatt später die heutige Brauerei Zötler hervorging. 
Die Brauerei hat mit Kaufvertrag vom 10. August 2009 die Markenrechte bzw. die Kunden der „Postbrauerei Karl Meyer Nesselwang“ zum 1. Dezember 2009 übernommen.
Die Privat-Brauerei braut verschiedene Biersorten, darunter das Zötler Gold sowie Zötler Gold alkoholfrei, Zötler Hell, 1447 Kellerbier, Pils, Hefeweizen Hell, Hefeweizen alkoholfrei, Hefeweizen leicht und dunkel, St. Stephansbock, Korbinian Dunkel. Außerdem die Saisonprodukte Osterbier, Maibock, Winterbier sowie seit 2010 für die Allgäuer Festwoche das Festwochenbier. Neben Bier werden auch noch Erfrischungsgetränke der Marke Alpina-C hergestellt. 
Zötler gehört der 2006 gegründeten Initiative Die Freien Brauer an, einem Zusammenschluss unabhängiger Privatbrauereien in Europa. Seit 2018 wird die Brauerei mit dem Gütesiegel "Slow Brewing" zertifiziert. Das Siegel steht für geprüfte Spitzenqualität. 
Laut Handelsregister befinden sich noch zu 60 % der Geschäftsanteile in Familienbesitz der Familie Zötler.

## Auszeichnungen
2012 wurde die Brauerei für das große Engagement um Aus- und Weiterbildung von Führungskräften und Mitarbeitern mit der „Goldenen Bieridee“ des Bayerischen Brauerbundes und des Bayerischen Hotel- und Gaststättenverbandes ausgezeichnet.
Bereits 2004 wurde diese Auszeichnung für das Gesamtkonzept „Brauereidorf“ Rettenberg verliehen, an dem die Brauerei sich zusammen mit der Rettenberger Engelbräu beteiligte.